# El rey leñador
El rey leñador es un cuento de hadas escrito por el escritor español Miguel Ángel Villar Pinto (1977-), publicado por primera vez en la colección de cuentos Los bosques perdidos junto a otros diez cuentos en 2007.

## Trama
Krosiac el leñador aceptó el encargo de talar unos árboles difíciles de encontrar a cambio de una buena suma de dinero, que tanta falta le hacía. Para ello se internó en el bosque, pero al caer la noche tuvo que buscar refugio en una cueva que resultó estar habitada por una bruja. Ésta le ofreció cumplir cualquier deseo a cambio de algo que le pediría dentro de mucho tiempo, sin especificar qué exactamente. Krosiac dudó, pero como no tenía nada que perder en aquel momento, aceptó. De este modo se convirtió en rey. 
Años después se enamoró de una dama de la corte, y con ello comenzaron sus temores. Se casó con ella y tuvo dos hijas, pero siempre se mantuvo distante, intentando no encariñarse demasiado ante la posibilidad de que un día la bruja apareciera para llevarse a una de ellas. Sin embargo, eso no sucedió y el tiempo transcurrió hasta que finalmente nació su nieta, Berisa. A ella decidió darle todo lo que le había negado a su mujer y a sus hijas y, por primera vez en mucho tiempo, fue feliz. Pero cuando la niña cumplió diez años desapareció sin dejar rastro. Krosiac la buscó tan incansable como inútilmente, pues no la encontró. En su lecho de muerte supo que la bruja se había cobrado su parte del pacto y entonces el rey leñador recordó la advertencia que le había hecho un cuervo momentos antes de entrar aquel día en la cueva:
—Aunque cien años pasen, el regalo de un malvado siempre cobra un precio elevado.
- Datos: Q5402535